# Kaniv
Kaniv (ukrainska: Канів uttal (fil)) är en stad med cirka 26 000 invånare och är belägen i Tjerkasy oblast i centrala Ukraina. Den är en viktig hamnstad längs floden Dnepr. 
Den ukrainska poeten Taras Sjevtjenko, som anses vara en av grundarna av den ukrainska litteraturen, är begravd i Kaniv på en kulle med utsikt över Dnepr och ett hus som är inrett som ett museum är tillägnat honom. 
Industrin i staden består av: Kanivs vattenkraftverk som ligger vid Kanivreservoaren i Dnepr, en frukt-, grönsaks- och kryddfabrik, samt en stor mjölk- och ostfabrik.

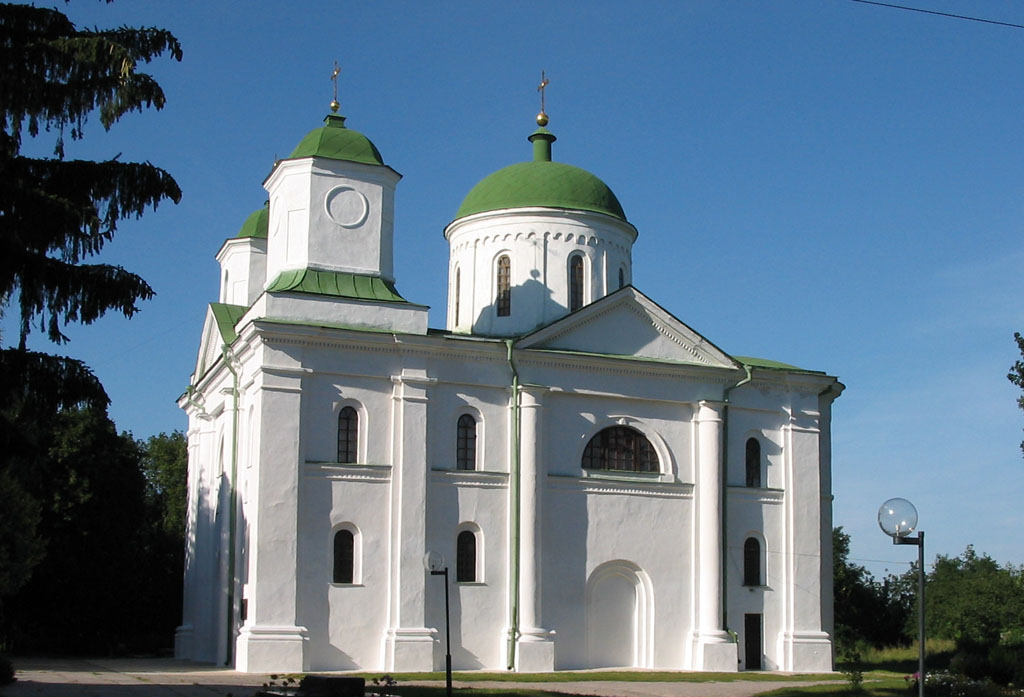
Katedralen i Kaniv.

## Historia
Kaniv omnämndes första gången i en krönika från 1149, även om historiker tror att orten fanns så tidigt som på 900-talet. Under medeltiden låg orten på handelsvägen från varjagerna till grekerna. Orten var ursprungligen en del av Kievriket och blev på 1300-talet annekterad av storfurstendömet Litauen. Kaniv erövrade av Osmanska riket år 1458. 
I 1569 kom Kaniv under polskt styre och var då ett center för kosackisk kultur och militär. 1600 fick man Magdeburgrätten, men stadens välstånd upphörde genom successiva plågor, bränder och kosackiska oroligheter. Under Karl X Gustavs polska krig erövrades staden 1648 av Bohdan Chmelnytskyjs styrkor. Staden erövrades 1768 av en av ledarna för Koliyivschyna, Maksym Zalizniak. Som en effekt av en pogrom blev de flesta av den lokala szlachtan och judarna dödade. Efter den andra delningen av Polen var Kaniv en del av det område som kom under kontroll av det ryska imperiet. Kaniv besöktes 1787 av den rysk tsarinna Katarina II, då hon träffade den polska kungen Stanisław II August Poniatowski.
Under senare delen av första världskriget, den 11 maj 1918, var staden plats för slaget vid Kaniv, där den 2:a polska kåren och den polska legionen under Józef Haller von Hallenburg misslyckats med att bryta igenom de österrikiska-tyska linjerna till den ryska sidan. Även under andra världskriget var Kaniv plats för ett spektakulärt militärt misslyckande då sovjetiska fallskärmsjägare skulle landsättas. 
1978 brände Oleksa Hirnyk sig själv till döds i protest mot russifiseringen i Kaniv, på en kulle nära Shevchenkos grav. 2007 hedrades han som en hjälte i Ukraina.

## Vänorter
Kaniv har tre vänorter:
- Viersen, Tyskland
- Sonoma, Kalifornien, USA
- Lambersart, Frankrike